# South Glamorgan

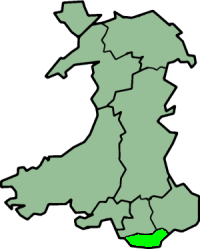
South Glamorgans läge på karta över Wales

South Glamorgan är ett område i södra Wales. Det upprättades som grevskap genom 1972 års lag om lokalt självstyre (Local Government Act 1972) som trädde i kraft 1 april 1974. Lagen innebar bland annat att det tidigare grevskapet Glamorgan delades upp, och den tidigare landstingsfria staden Cardiff ställdes under landsting (county council). 1 april 1996 trädde 1994 års lag om lokalt självstyre i Wales (Local Government (Wales) Act 1994) i kraft, vilket för South Glamorgans del innebar att det delades i de två kommunerna Cardiff och Vale of Glamorgan. Enligt lagen behölls dock de gamla grevskapen som "bevarade grevskap", vilket innebär att de bland annat har en gemensam lordlöjtnant.